# Eero Heinonen
Eero Aleksi Heinonen (ur. 27 listopada 1979 w Helsinkach) – fiński basista. Współzałożyciel zespołu rockowego The Rasmus. Od 2004 wokalista i basista własnego zespołu Hay & Stone.
Jest endorserem instrumentów firmy Mayones.
Ma dwójkę dzieci.

## Dyskografia
- Korpi Ensemble – Puu (2005, Jupiter)[3]
- Hay & Stone – Making Waves (2006, Suomen Musiikki)[4]

## Filmografia
- „Made in Filmland” (1997, film dokumentalny, reżyseria: Aiju Ahlakorpi, Teresa Mecklin, Saara Saarela)[5]